# 源信明
源信明（日语：／ Minamoto no Saneakira */?，910年—970年）是日本平安時代的貴族和歌人，出自於光孝源氏，官位是從四位下陸奧守。和歌方面，他有23首作品收錄於敕撰和歌集，初次收錄為《後撰和歌集》，與其父源公忠、其妻中務同為三十六歌仙之一。

## 生平
承平7年正月16日（937年2月28日），由於公忠辭任五位藏人，因此信明得已補任為六位藏人。同年8月3日（9月10日），信明就任為右衛門權少尉。天慶2年（939年）2月，他就任為式部少丞，天慶4年（941年）3月升任為式部大丞。天慶5年3月29日（942年4月17日），他獲敘為從五位下，並且出任若狹守。天曆元年（947年）2月，他改任為備後守。
天曆2年正月14日（948年2月26日），信明由於管治有功而獲升至從五位上。天曆7年正月29日（953年2月15日），他就任為信濃守。天德2年正月29日（958年2月20日），他改任為越後守。應和元年6月8日（961年7月23日），他升至正五位下。同年10月13日（11月23日），他就任為陸奧守。安和元年12月5日（968年12月26日），他由於管治有功而獲升至從四位下。天祿元年（970年），信明死去，享年61歲。

## 和歌
| 敕撰和歌集     | 新編國歌大觀編號        |
| -------------- | ----------------------- |
| 後撰和歌集     | 103、595、596、668、708 |
| 拾遺和歌集     | 787                     |
| 新古今和歌集   | 591、810                |
| 新敕撰和歌集   | 1313、1319              |
| 續後撰和歌集   | 945                     |
| 玉葉和歌集     | 63                      |
| 續千載和歌集   | 1149、2058              |
| 續後拾遺和歌集 | 4、863                  |
| 風雅和歌集     | 48                      |
| 新千載和歌集   | 450                     |
| 新拾遺和歌集   | 231、486、1732          |
| 新後拾遺和歌集 | 21                      |
| 新續古今和歌集 | 412                     |

信明總共有23首和歌收錄於敕撰和歌集，受到其父公忠的影響，他擅於和歌，作品則多為受人所托，涵蓋亭子院和朱雀院駕崩、村上天皇名所繪屏風歌、昌子內親王裳着屏風歌和中宮藤原穩子七十賀名所屏風等場合的和歌。此外，他也曾經與中務、公平的三女以及閑院大君等人交往。
| 《信明集》版本 |
| -------------- |
|                |

這首和歌收錄於《三十六人撰》和《信明集》，新編國歌大觀編號是135，詞書是「應該是五月的節日吧，歌題不明確」（五月のせちにやあらん、だいたしかにしらず），「五月的節日」（五月のせち）是指端午節，這天會舉行駒競。其餘部分則反映家集是由其他人編撰而成。此歌的意思是這匹馬在賽前被認為是熱門，無馬能敵，不過當賽馬開始後，鹿毛馬卻能夠緊隨其後。
首句是指無敵。第三句中的是指比試，第四句中的是指緊隨身後，為的序詞，則是掛詞，同時指鹿毛馬和影子，與馬匹毛色的作為用例見於康保3年5月5日（966年5月27日）的下總守順馬毛名歌合（類聚歌合廿卷本第21首）。末句中的是指落後，配合第四句一同解釋的話，意思是鹿毛馬就如熱門馬的影子般緊隨其後。
| 敕撰和歌集版本 | 《信明集》版本 |
| -------------- | -------------- |
|                |                |

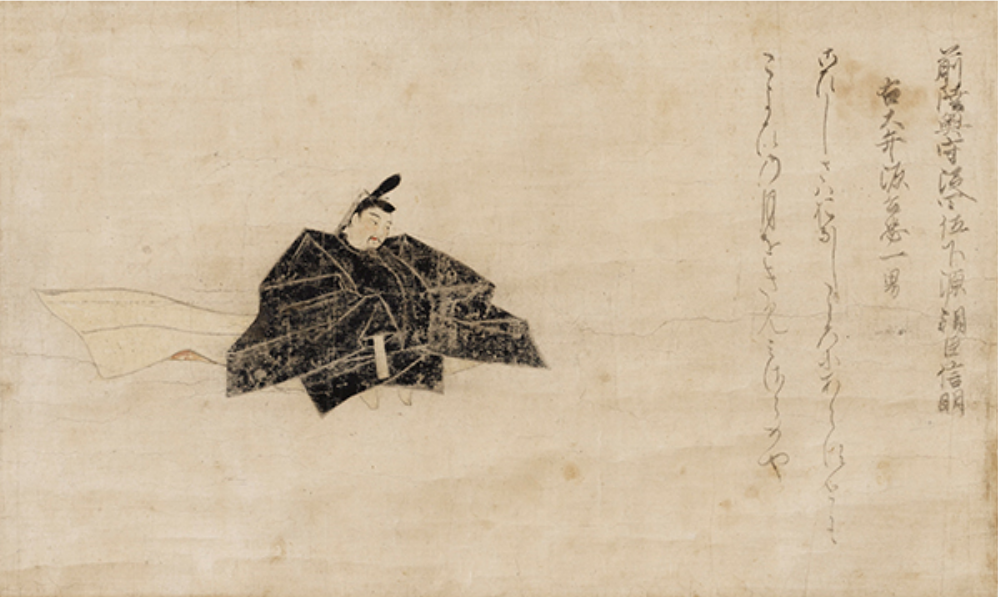
《佐竹本三十六歌仙繪卷》中的源信明，其中的和歌即此歌

這首和歌收錄於《拾遺和歌集》卷第十三「戀三」，新編國歌大觀編號是787，詞書是「在這明月之夜，派人送信至女性處」（月あかかりける夜、女の許につかはしける），家集的詞書是「聽聞女性前往小野宮處，便讓隨從在此明月之夜傳達給她」（女小野宮にまゐりて候をききつけて、さぶらひにゐて月のあかき夜、人していひやる）。首句是指縱使愛慕之情不一樣。第四句的意思是今晚的月亮，指詞書中提到的明月。末句指你不會不看吧或你一定會看。
此歌也收錄於《拾遺抄》、《中務集》、《三十人撰》、《三十六人撰》、《俊賴髓腦》、《和歌色葉》、《八雲御抄》、《和歌肝要》、《和歌大綱》、《悅目抄》和《定家八代抄》，《枕草子》也有提及此歌。
由於緊接的和歌是中務的返歌，因此此歌指的女性是中務。小野宮是藤原實賴的府邸，根據收錄於《後撰和歌集》內的和歌（新編國歌大觀編號952）記載，中務曾經為其與實賴的苦戀而嘆息。根據平野由紀子的說法，女性前往小野宮處是指中務作為召人前往實賴的府邸。此歌的意思是就算我們不是心心相印，相信妳也不會不仰望今晚的月亮吧。中務的返歌是，意思是你在說什麼啊，如果我不愛你的話，今晚的明月我倒是能夠看得一清二楚，可是我總是淚眼汪汪，看不清楚月亮的晚上可謂多不勝數。
| 敕撰和歌集版本 | 《信明集》版本 | 姜文清譯本                               |
| -------------- | -------------- | ---------------------------------------- |
|                |                | 新月夜 共伴櫻花 有心人 對此情景 感嘆心聲 |

這首和歌收錄於《後撰和歌集》卷第三「春下」，新編國歌大觀編號是103，詞書是「良夜新月，賞花之時」（月のおもしろかりける夜、はなを見て），也有多種版本寫作「賞櫻花時」（さくらの花をみて），家集的詞書是「造訪女性住處時，她不願相見」，返歌是紀友則收錄於《古今和歌集》中的作品（新編國歌大觀編號38），據此則為梅花。此歌的意思是夜色下的月亮和花兒在天亮後讓人惋惜，反正如此還不如讓理解風情之人看看。
首句中的連體詞是惋惜（あたらし）的詞幹，為「夜」的修飾語，指這個絕佳的晚上就此天亮，讓人惋惜，用例見於《萬葉集》中的作品（新編國歌大觀編號1693）。第三句是指「都是一樣的話」和「反正都要給人看的話」，形容詞的接上的話表示假設。第四句中的是指理解事物的情趣，是表示結束的助動詞的未然形，表示存續，則是假定和委婉，也有推測的含意，與能因收錄於《後拾遺和歌集》中的作品（新編國歌大觀編號43）有共通之處。末句中的是表示希望的終助詞，用例見於《行尊大僧正集》內的和歌（新編國歌大觀編號108）。
此歌也收錄於《中務集》、《俊成三十六人歌合》、《時代不同歌合》、《三十人撰》、《三十六人撰》、《古來風體抄》、《雲玉集》、《三百六十首和歌》、《歌林良材》和《定家八代抄》。此外，《源氏物語》「明石」、「鈴蟲」和「手習」均有提及此歌，反映這首和歌傳誦於當時的貴族社會。《堤中納言物語》、《換身物語》和《傾城反魂香》也有提及此歌，藤原家隆收錄於《玉葉和歌集》中的作品（新編國歌大觀編號112）也以此歌為本歌，菅原孝標女收錄於《玉葉和歌集》中的作品（新編國歌大觀編號697）則受到此歌影響。
| 敕撰和歌集版本 | 《信明集》版本 | 姜文清譯本                               | 王向遠譯本                           |
| -------------- | -------------- | ---------------------------------------- | ------------------------------------ |
|                |                | 朦朧月 紅葉影動 月朦朧 葉落飄下 下山風中 | 拂曉月光微 忽見山風怒髮威 紅葉漫天飛 |

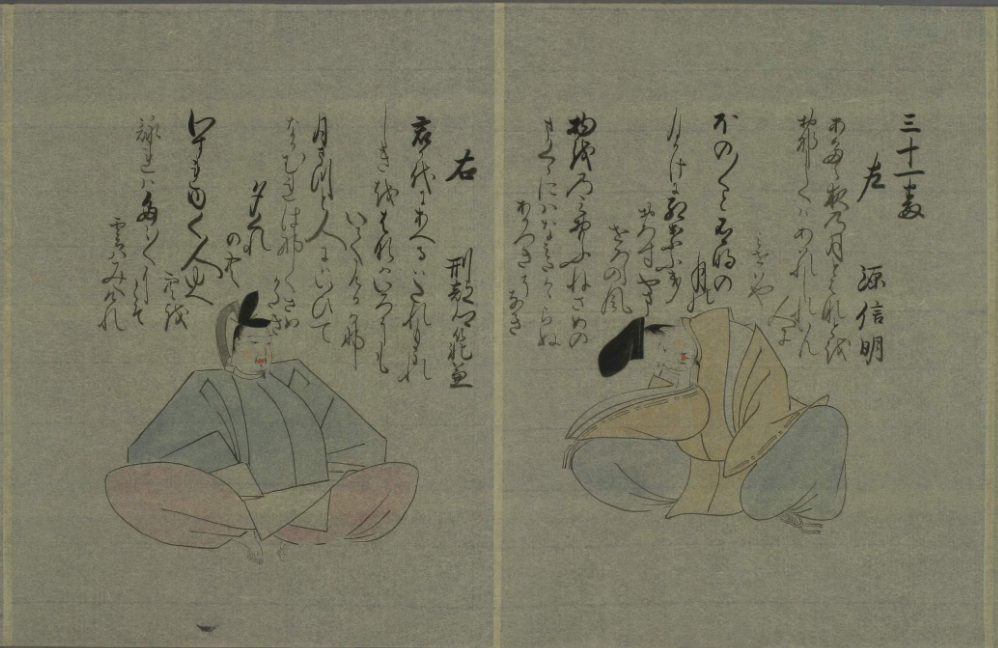
《時代不同歌合》中的藤原範兼和源信明

這首和歌收錄於《新古今和歌集》卷等六「冬歌」，新編國歌大觀編號是591，詞書是「無題」（題しらず），正保版歌仙家集本家集的詞書是「屏風畫中，人對紅葉飄零」（こと御屏風の絵に、もみぢちりたるをみる人人），冷泉家時雨亭文庫藏資經本家集的詞書則是，後者的御屏風指村上天皇名所繪屏風歌，與歌題相異，推測前者較為合適。
此歌在《俊賴髓腦》中獲得讚賞，提到「和歌是由31個字組成，變成34個字的話往往不好聽，不過此歌卻寫得甚好，不會覺得不好聽。」（歌は三十一字あるを、三十四字あらば悪しく聞こゆれども、よくつづくれば、悪しとも聞こえず），也就是說這首和歌雖然多字，但是有着美妙的旋律。相對於多字，此歌重複使用同一詞語本身反而有增添趣味的效果。
首句指稍微，與第二句連結起來指微弱的月光，第二句中的是掛詞，既指「有」，也指有明之月，此句在冷泉家時雨亭文庫藏資經本中寫作，與正保版歌仙家集本家集版本行文較為順暢。第四句作為秀句，對後世的和歌產生影響，例如俊惠收錄於《千載和歌集》中的作品（新編國歌大觀編號370）。末句指颪，用例見於《古今和歌集》內的和歌（新編國歌大觀編號285）等等。
此歌也收錄於《和漢朗詠集》、《俊成三十六人歌合》、《時代不同歌合》、《深窓秘抄》、《和歌色葉》、《近代秀歌》、《詠歌大概》、《詠歌一體》、《愚見抄》、《三五記》、《愚問賢注》、《心敬私語》、《六華和歌集》、《定家八代抄》、《歌林良材》、《梁塵秘抄》和《新百人一首》，《去來抄》也有提及到此歌。
| 敕撰和歌集版本 | 《信明集》版本 | 王向遠譯本                           |
| -------------- | -------------- | ------------------------------------ |
|                |                | 思父心傷悲 長夜輾轉難入睡 枕邊行行淚 |

這首和歌收錄於《新古今和歌集》卷第八「哀傷歌」，新編國歌大觀編號是810，詞書是「公忠朝臣歿後身詠歌」（公忠朝臣身まかりにけるころ、よみ侍りける），家集詞書是「右大辨死去，人們在服喪閉門不出時」（右大弁なくなり給ひて、人人いみにこもりてある程に），「右大辨」是指信明之父公忠，根據《日本紀略》記載，他死於天曆2年10月29日（948年12月2日）。此外，此歌作為源昇之女更衣源貞子對宇多天皇的返歌收錄於《寬平御集》內（新編國歌大觀編號6）。此歌也收錄於《俊成三十六人歌合》和《時代不同歌合》。
此歌的意思是睡前總是胡思亂想，雖已躺在床上，但是輾轉難眠，沒有一天的清晨枕頭是沒有沾上淚水的。第二句中的為掛詞，既指思念下入睡（思ひ寝），也指雖然躺在床上，不過卻因為胡思亂想而失眠的狀態（ねざめ），此句在家集中則寫作，推測是源於資經本家集的寫法，導致後來出現和兩種寫法。末句中的是掛詞，既指沒有沾到淚水，也指並非如此（このようでない），則是清晨，由於清晨是男女告別的時刻，因此與其說是信明追悼父親的作品，還不如說是戀歌更為合適。

## 家集
信明的家集是《信明集》，由他人編撰於平安時代中期，分為正保版歌仙家集本系（第一類）、西本願寺本三十六人集系（第二類）和宮內廳書陵部藏定家系三十六人集本（書架編號501・117）。

### 第一類
第一類的收錄歌數大致是147首，根據版本不同有些許出入，屬於此類的版本有北村家藏本（九條三位入道知家本）、冷泉家時雨亭文庫藏資經本、宮內廳書陵部藏御所本三十六人集甲本（書架編號501・12）和群書類從本等等。開首是信明在為宇多上皇服喪時的兩首和歌，接着43首是屏風歌，隨後是朱雀院駕崩時的哀傷歌以及式部卿宮出家時的和歌，第48首開始是與中務、公平的三女和閑院大君等女性的贈答歌，第90首之後部分為其他人的作品，卷末的5首和歌則增補自御所本三十六人集甲本。奧書方面，正保版歌仙家集本是「以相傳之本書寫校合了 消字等如本也 建長元年（1249年）八月日　藤原朝臣在判」，資經本和御所本三十六人集甲本則是勘物「源信明右大辨公忠男」。
冷泉家時雨亭文庫藏資經本的收錄歌數是148首，與正保版歌仙家集本相比多出的一首是藤原伊尹收錄於《拾遺和歌集》中的作品（新編國歌大觀編號950），懷疑是由於此歌與正保版歌仙家集本的第64首的後半部極為相似，因此原本作為附註的部分在抄寫時變成正文。此版本是長23厘米，寬15.3厘米的綴葉裝，料紙是白色布紋楮紙，封面左上角的外題寫有「源信明 十三」，中央部分寫有「●一見了」，24頁著墨，一面十行，和歌一首兩行書寫，詞書相對於和歌隔兩個空格，第24頁背面寫有「一見了」，勘物則寫在封底背面。其祖本是九條三位入道知家本，成書於鎌倉時代，收錄歌數為147首，奧書是「本云 以九條入道三位知家本書寫之了 以他秘本校合哥少少書入了 六十一俊成書之」。另一方面，冷泉家時雨亭文庫藏資經本也是御所本三十六人集甲本的祖本。

### 第二類和第三類

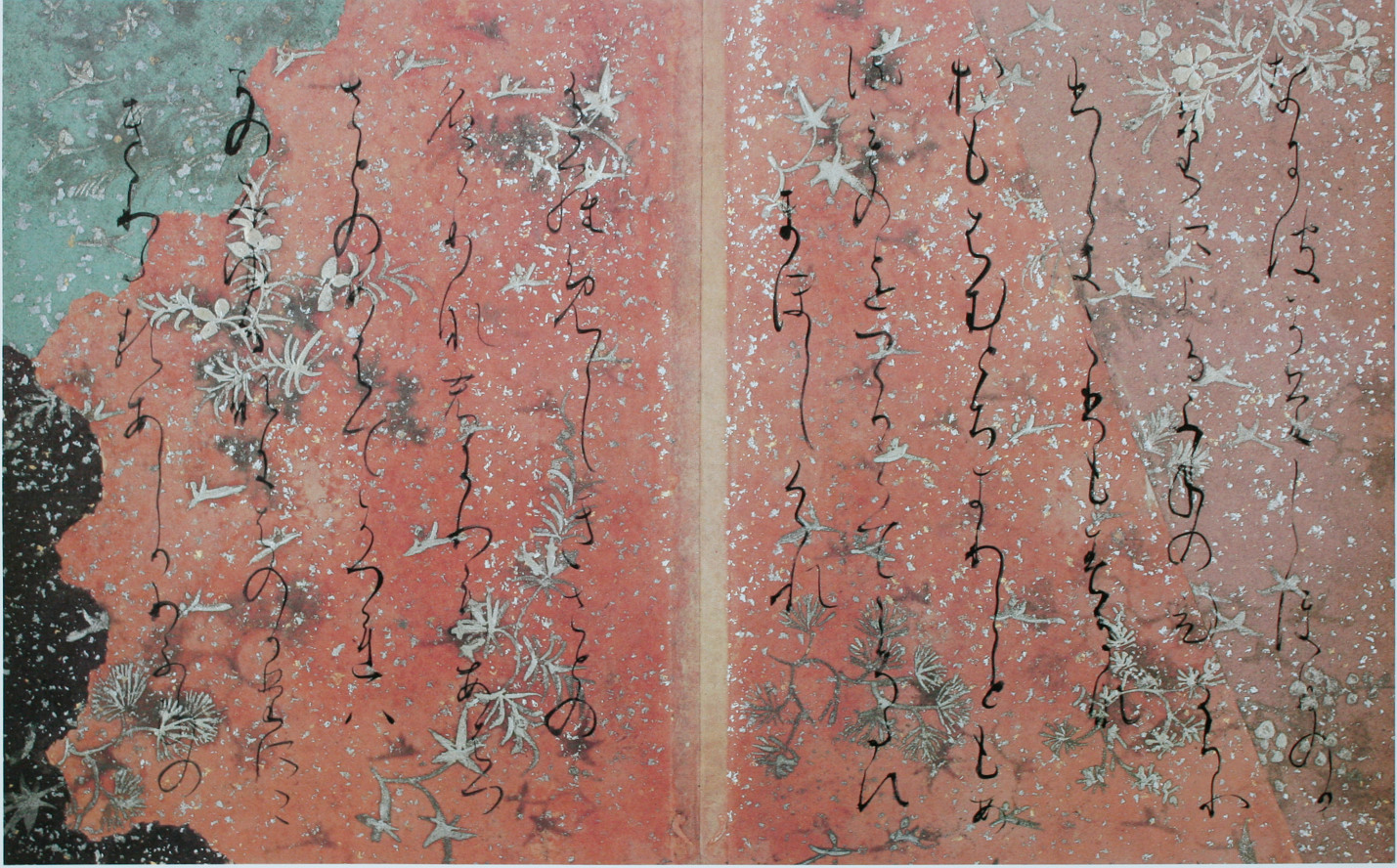
西本願寺本

屬於第二類的西本願寺本的收錄歌數是63首，第1首至第30首是屏風歌，為信明的作品，第31首至第41首，除了一首為其他人的作品外，其餘均是與信明相關的和歌，第42首至第57首是其他人的作品，卷末則增補有6首和歌，整體有四首重複，與正保版歌仙家集本相同的和歌有36首，西本願寺本獨有的和歌則有23首。此版本有16頁著墨，兩頁白紙，料紙是唐紙、厚樣、飛雲紙和陸奧紙。一面五至九行，以六行最多，其次是七行、八行和五行，僅有一面為九行，和歌一首兩行、三行以及四行書寫的各有一首。此版本的筆跡雖然被認為與傳小野道風筆繼色紙以及傳藤原行成筆關戶本古今和歌集類似，但是《古筆大辭典》否認這個說法，主張沒有古筆的書寫風格與其相似。第三類僅有宮內廳書陵部藏定家系三十六人集本（書架編號501・117），收錄歌數是107首，全數見於正保版歌仙家集本，第1首至第83首以與中務的贈答歌為中心，剩下的則是以19首屏風歌為中心的部分，相對於第一類，第三類整體分成21個部分，通過重新排序來帶出不同的趣味。

### 底本
正保版歌仙家集本、西本願寺本和宮內廳書陵部藏定家系三十六人集本（書架編號501・117）收錄於《私家集大成》，第一類也收錄於《校註國歌大系》和《續國歌大觀》，正保版歌仙家集本同時也收錄於《新編國歌大觀》，西本願寺本則收錄於《西本願寺本三十六人集精成》。影印版方面，第一類收錄於《御所本三十六人集》，北村家藏本（九條三位入道知家本）收錄於《古筆學大成》，冷泉家時雨亭文庫藏資經本收錄於《冷泉家時雨亭叢書》，第二類則收錄於《三十六人歌集》和《西本願寺本三十六人家集》。

## 文化財
| 名稱                                     | 名義                                     | 所藏             | 指定日期      | 指定類型   | 參考資料      |
| ---------------------------------------- | ---------------------------------------- | ---------------- | ------------- | ---------- | ------------- |
| 紙本著色三十六歌仙切（信明，佐竹家傳來） | 紙本著色三十六歌仙切（信明，佐竹家傳來） | 泉屋博古館       | 1949年5月30日 | 重要文化財 | [ 46 ]        |
| 信明集                                   | 三十六人家集                             | 本願寺           | 1951年6月9日  | 國寶       | [ 47 ] [ 48 ] |
| 源信明集（彩牋）                         | 源信明集（彩牋）                         | 個人             | 1959年6月27日 | 重要文化財 | [ 49 ]        |
| 源信明集                                 | 私家集（色紙）                           | 冷泉家時雨亭文庫 | 1983年6月6日  | 重要文化財 | [ 50 ]        |

## 註解
1. ↑  公平女和閑院大君均是敕撰歌人，前者的作品收錄於《後撰和歌集》，其父可能是橘公平、橘公彥或信明的叔父源公平。後者有兩首作品收錄於《後撰和歌集》，《拾遺和歌集》和《續古今和歌集》則各一首，《敕撰作者部類》和《尊卑分脈》稱其父是源宗，《和歌文學大辭典》則引用森本茂（日语：森本茂）的說法推測是貞元親王（日语：貞元親王）[5]。
2. ↑  詞書是指寫在和歌前的一些語句，用於說明該和歌的主題或寫作動機等等[8]。
3. ↑  《新編國歌大觀》寫作[7]。
4. ↑  有明之月是指陰曆16日後天亮時仍然看得見的月亮[31]。

## 外部連結
- . 國書數據庫 （日语）.
- . 國際日本文化研究中心和歌數據庫 （日语）.